# W31CA
W31CA（だぶりゅーさんいちしーえー）は、カシオ計算機およびカシオ日立モバイルコミュニケーションズ（現・日本電気）が開発し、KDDIおよび沖縄セルラー電話のauブランドで販売されていた携帯電話である。

## 特徴
W21CA/CA IIをベースにカメラの画素数を200万画素から320万画素に強化した機種。カシオが撮影素子にCCDイメージセンサーを採用した最後の端末であり、以降のカシオ製端末はCMOSイメージセンサーとなっている。パソコン向けのサイトを閲覧できるBREW版Operaブラウザ「PCサイトビューアー」も引き続き搭載し、W31CAからは新たにWordやExcelなどのファイルが閲覧できる「PCドキュメントビューアー」も搭載した。
2007年夏には実質的後継機種にあたるEXILIMケータイことW53CAが発売された。W53CAのカメラは515万画素CMOSイメージセンサーである。

## 沿革
- 2005年（平成17年）5月23日 - KDDI、およびカシオ計算機から公式発表。
- 2005年7月29日 - 発売開始。
- 2006年（平成18年）1月中旬 - 販売終了。

## 撮影機能

### カメラ
- 総画素数 約335万画素
- QXGA画像撮影
- オートフォーカス機能
- ベストショット機能（9種類）
- 最大32段階デジタル12.8倍ズーム（ケータイサイズ）
- 再生ズーム
- QRコード読み取り機能

### ムービー
- 録画時間　最大約15分
- 最大28段階デジタル6.4倍ズーム（モードが高品質M･Lの場合）
- 編集機能

## 対応サービス
- PCサイトビューアー
- PCドキュメントビューアー
- EZ「着うたフル」
- EZ「着うた」（ハイクオリティステレオ対応）
- EZチャンネル
- EZナビウォーク (声de入力)

## 注
1. ↑  2012年7月23日より利用不可